# Buena Vista (Colorado)
Buena Vista é uma cidade  localizada no estado americano de Colorado, no condado de Chaffee.

## Demografia
Segundo o censo americano de 2000, a sua população era de 2195 habitantes. 
Em 2006, foi estimada uma população de 2155, um decréscimo de 40 (-1.8%).

## Geografia
De acordo com o United States Census Bureau tem uma área de 
8,9 km², dos quais 8,9 km² cobertos por terra e 0,0 km² cobertos por água.

## Localidades na vizinhança
O diagrama seguinte representa as localidades num raio de 48 km ao redor de Buena Vista. 